# Conyza varia
Espèce
Conyza varia  est une espèce de plantes à fleurs de la famille des Asteraceae. C'est une espèce endémique du Cap-Vert, qui était autrefois très répandue dans les petites vallées et les zones escarpées des îles de Santo Antão, São Vicente (éteinte), São Nicolau, Fogo,  et Brava. Elle est aujourd'hui menacée.
Localement elle est connue sous le nom de « marcelinha ».
En médecine traditionnelle, les feuilles écrasées et humectées sont utilisées comme emplâtre pour soigner les inflammations externes.

## Synonymie
- Erigeron varius Webb
- Nidorella floribunda Lehm.
- Nidorella forbesii Lowe ex Coutinho
- Nidorella nubigena Balle
- Nidorella steetzii J.A. Schmidt
- Nidorella steetzii var. tomentosa Steetz
- Nidorella varia (Webb) J.A. Schmidt